# Harald Christensen (wielrenner)
Harald Christensen (Kolding, 9 april 1907 – Kopenhagen, 27 november 1994) was een Deens wielrenner. Hij won een bronzen medaille op de tandem op de Olympische Zomerspelen 1932.